# Fiona Zondervan
Fiona Zondervan (Haarlem, 1963) is een Nederlands beeldhouwer. Zij is gespecialiseerd in het maken van beelden van dieren in brons en in steen. Zij woont en werkt in Groningen, en heeft een atelier te Den Horn. Zij maakt beelden van dieren in steen en brons en 3D-print. Daarnaast ontwerpt ze penningen.

## Biografie
Zondervan werd geboren in Haarlem. Zij studeerde een half jaar aan de Kunstacademie in Kampen maar ziet zichzelf voornamelijk als autodidact. Toen zij dieren als model ging gebruiken werd Artis haar favoriete werkplek. Beeldhouwers van dierenbeelden, de animaliers zoals Rembrandt Bugatti, Jaap Kaas, François Pompon en Hetty Heyster inspireerden haar. Zij was een tijd assistent van Heyster.
Zij ging beelden boetseren en laten gieten in brons, en werkte in verschillende soorten steen. Zij werkt ook in 3D-print en gebruikt daarbij voornamelijk gerecycled plastic.
Haar motto is: Dieren zijn mijn modellen. Brons en steen het materiaal waarin ik werk. Beweging, textuur en vanzelfsprekende vorm mijn basisingrediënten.

## Exposities
Solo- en groepsexposities (selectie)
- Galerie A-Quadraat, Vorden
- Galerie Classico, Berlijn, Duitsland
- Galerie Ann’s Art, Groningen
- Beeldentuin de Tienhof, Tienhoven
- Museum Møhlmann, Tjamsweer
- Onafhankelijke Realisten Tentoonstelling[4], Tjamsweer
- Kunstzaal van Heijningen, Kunst en Antiek beurzen, Den Haag
- Nieuwe Beeldenstorm, Galerie Petit, Amsterdam
- KunstRAI en Realisme beurs, Amsterdam
- Galerie Bozana Milic, Zutphen
- Beelden a/d Vecht, May Hobbijn, Maarssen

Beelden in de openbare ruimte (selectie)
- Mantelbaviaan met jong, beeld van Franse kalksteen, Ouwehands Dierenpark Rhenen
- Plassende Koeien, beelden van brons, (voormalige) Postbank Leeuwarden
- Dromedaris, gevelsteen van Ierse hardsteen, particulier, Zegveld
- Shire “Thony”, beeld van brons, Heineken Nederland B.V., Amsterdam
- Takin met aapje, beeld van brons, Cruiseschip “Queen Marie II”
- Slechtvalk, beeld van brons, Provinciehuis, Utrecht